# Пак Те Чун
Пак Те Чун (кор. 박태준, нар. 19 січня 1999) — південнокорейський футболіст, півзахисник клубу «Соннам Ільхва Чхонма».

## Клубна кар'єра
Народився 19 січня 1999 року. Вихованець футбольної школи клубу «Соннам Ільхва Чхонма». Дорослу футбольну кар'єру розпочав 2018 року в основній команді того ж клубу, кольори якої захищає й донині.

## Виступи за збірні
У 2018 році у складі збірної Південної Кореї до 19 років взяв участь в юнацькому (U-19) кубку Азії в Індонезії. На турнірі він зіграв у 3 матчах і допоміг своїй команді стати фіналістом турніру. Цей результат дозволив команді до 20 років кваліфікуватись на молодіжний чемпіонат світу 2019 року у Польщі, куди поїхав і Пак.